# Барбара Гепворт
Барбара Гепворт (англ. Barbara Hepworth; 10 січня 1903, Вейкфілд, Західний Йоркшир — 20 травня 1975, Сент-Айвз, Корнуолл) — англійська скульпторка, авторка абстрактних скульптур природних форм. Дама-Командор Ордена Британської імперії (1965).
Навчалася в Художній школі Йоркшира в Лідсі, де познайомилася та подружилася з Генрі Муром, а потім навчання у Королівському коледжі мистецтв в Лондоні (1920—1923). У 1931 році вийшла заміж за скульптора Бена Ніколсона, долучилася разом з ним до міжнародного об'єднання художників абстрактного мистецтва «Абстракція-Творчість».
Одна з найвідоміших робіт — Single Form — монументальна бронзова скульптура, що встановлена у 1964 році в штаб-квартирі ООН у Нью-Йорку, біля будівлі Секретаріату ООН на згадку про другого генерального секретаря ООН Даґа Гаммаршельда. Зменшена її копія знаходиться в лондонському Баттерсі-парку.
Б. Гепворт загинула під час пожежі в майстерні 20 травня 1975 року. Після реставрації тут був відкритий її музей.